# Melissa Gorra
Melissa Gorra (Clusone, 9 settembre 1988) è un'ex fondista italiana.

## Biografia
Originaria di Clusone, in carriera ha preso parte a due edizioni dei Mondiali juniores, ottenendo come miglior risultato l'11º posto nella staffetta di Malles Venosta 2008.
Ha esordito in Coppa del Mondo a Sjusjøen il 20 novembre 2011 in una staffetta, dove con le compagne si è classificata 12ª. Gareggia prevalentemente in Alpen Cup.

## Palmarès

### Campionati italiani juniores
- 2 medaglie[1]:
  - 1 oro (10 km nel 2008)
  - 1 argento (5 km nel 2007)